# 金玉三捻橄榄
金玉三捻橄榄，又称金玉三棱橄榄，是青橄榄的一个优良品种，产于中国广东省汕头市潮阳区金灶镇。其果呈金黄色，肉质脆，口感甘，嚼后回味良久。截止至2005年，金灶镇有达到国家古树名木标准的百年以上老橄榄树共1060株。2005年该镇一株树龄五百年的橄榄树王所产的158公斤橄榄，以每斤1668元的价格，一共拍卖得到52.7万元，创下交易记录。2008年9月5日“金玉三捻橄榄”中国地理标志产品保护通过国家质检总局科技司组成专家组的评审。